# Berit Aunli
Berit Kristine Aunli (nacida como Berit Kristine Kvello, Stjørdal, 9 de junio de 1956) es una deportista noruega que compitió en esquí de fondo. Su marido, Ove Aunli, también compitió en esquí de fondo.
Participó en tres Juegos Olímpicos de Invierno, entre los años 1976 y 1984, obteniendo en total tres medallas, bronce en Lake Placid 1980, en la prueba de relevo (junto con Brit Pettersen, Anette Bøe y Marit Myrmæl), y oro y plata en Sarajevo 1984, en el relevo (con Inger Helene Nybråten, Anne Jahren y Brit Pettersen) y los 5 km.
Ganó seis medallas en el Campeonato Mundial de Esquí Nórdico entre los años 1980 y 1985.

## Palmarés internacional
| Juegos Olímpicos   | Juegos Olímpicos             | Juegos Olímpicos  | Juegos Olímpicos |
| Año                | Lugar                        | Medalla           | Prueba           |
| ------------------ | ---------------------------- | ----------------- | ---------------- |
| 1980               | Lake Placid (Estados Unidos) | Medalla de bronce | Relevo 4 × 5 km  |
| 1984               | Sarajevo (Yugoslavia)        | Medalla de oro    | Relevo 4 × 5 km  |
| 1984               | Sarajevo (Yugoslavia)        | Medalla de plata  | 5 km             |
| Campeonato Mundial |                              |                   |                  |
| Año                | Lugar                        | Medalla           | Prueba           |
| 1980               | Lake Placid (Estados Unidos) | Medalla de bronce | Relevo 4 × 5 km  |
| 1982               | Oslo (Noruega)               | Medalla de oro    | 5 km             |
| 1982               | Oslo (Noruega)               | Medalla de oro    | 10 km            |
| 1982               | Oslo (Noruega)               | Medalla de oro    | Relevo 4 × 5 km  |
| 1982               | Oslo (Noruega)               | Medalla de plata  | 20 km            |
| 1985               | Seefeld (Austria)            | Medalla de plata  | Relevo 4 × 5 km  |